# Фонтоа
Фонтоа (фр. Fontoy) насеље је и општина у североисточној Француској у региону Лорена, у департману Мозел која припада префектури Тионвил Уст.
По подацима из 2011. године у општини је живело 3067 становника, а густина насељености је износила 181,69 становника/km². Општина се простире на површини од 16,88 km². Налази се на средњој надморској висини од 270 метара (максималној 387 m, а минималној 205 m).

## Демографија
| 1962. | 1968. | 1975. | 1982. | 1990. | 1999. | 2011. |
| ----- | ----- | ----- | ----- | ----- | ----- | ----- |
| 3.386 | 3.718 | 3.614 | 3.619 | 3.256 | 3.149 | 3.067 |

График промене броја становника у току последњих година